# Wagon de type UIC-H

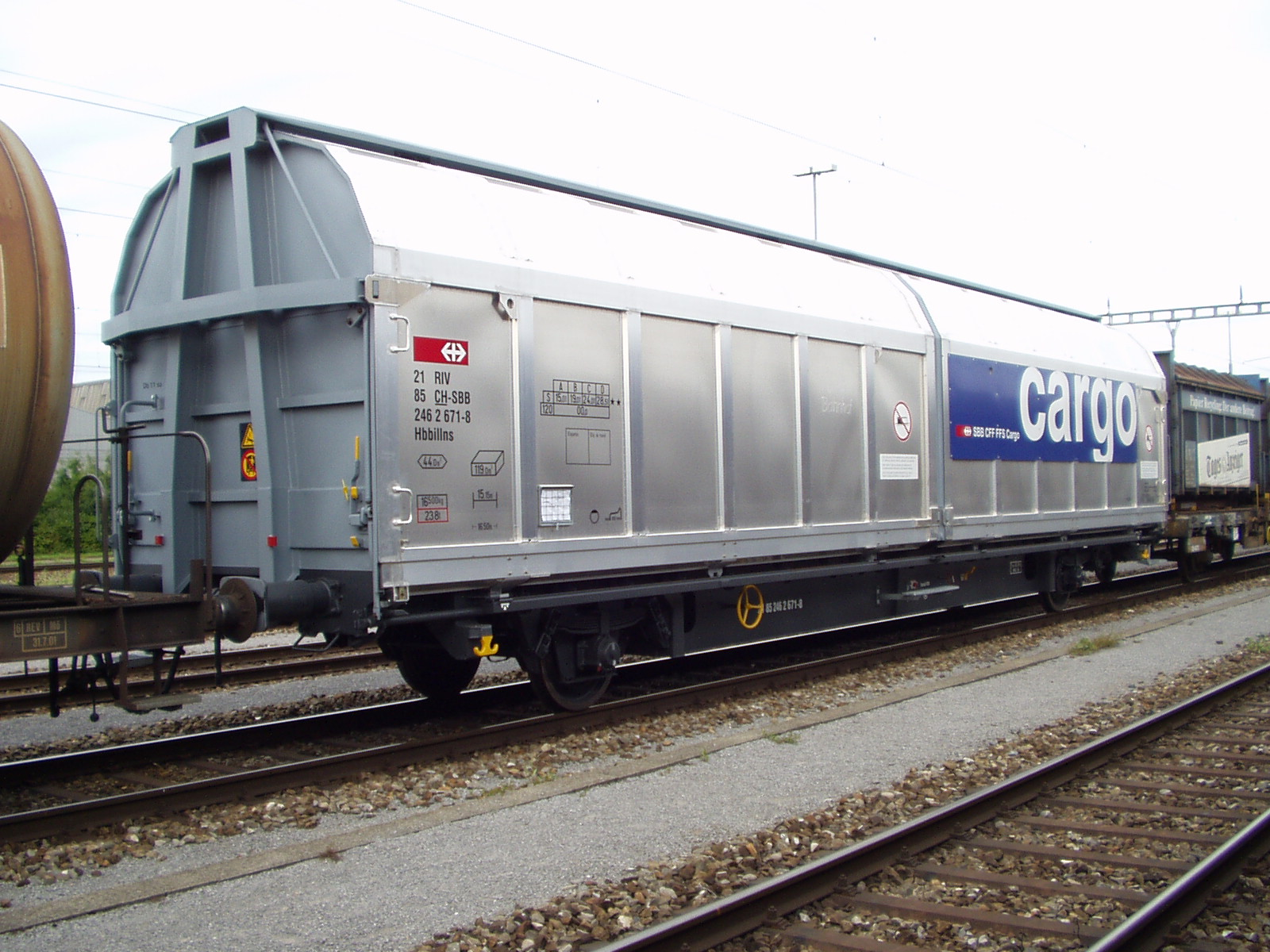
Wagon couvert Hbillns à parois métalliques coulissantes des CFF.

Les wagons de type UIC H forment un type moderne de wagon couvert à parois métalliques coulissantes ou bâchées permettant de faciliter le chargement. Ces wagons sont mieux adaptés à la palettisation. 
Noter que des wagons à bâchage mécanique permettent de répondre au même besoin mais font partie des wagons plats.

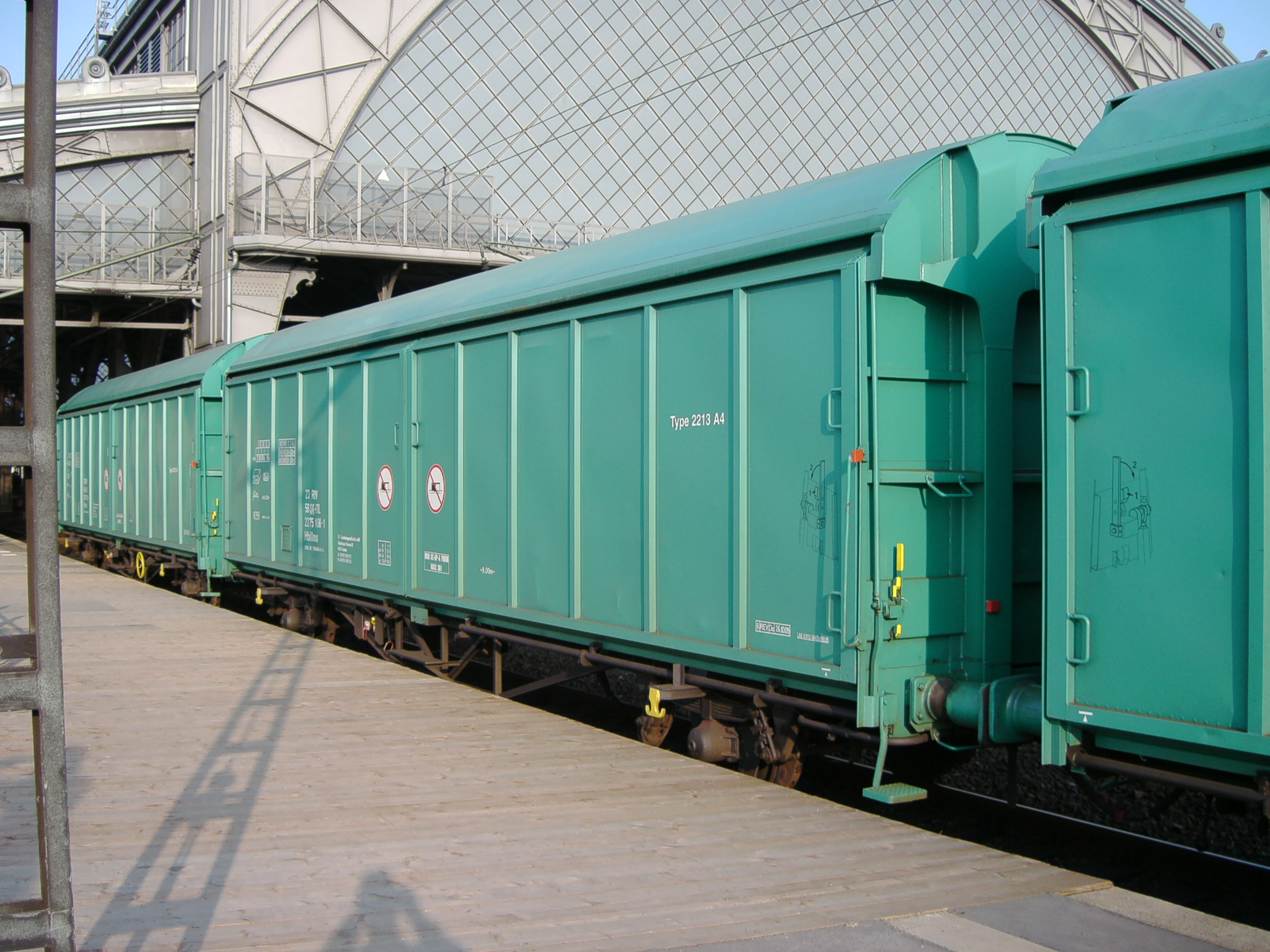
Wagon couvert Hbillns RIV slovaque à parois métalliques coulissantes.
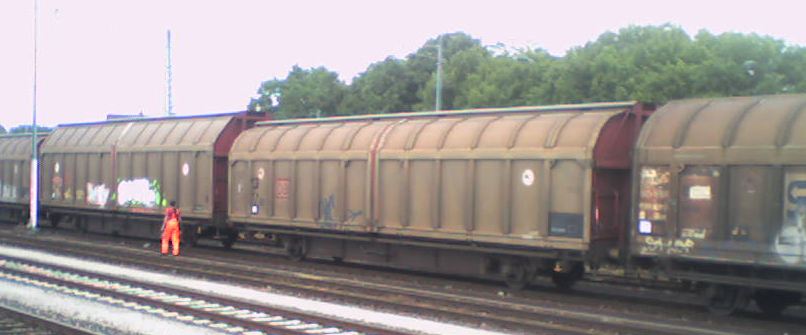
Wagons multi-écartement Hbbillns 310 (devant) et Hbbillns 311 (derrière) de la DB de 46,4 m2.
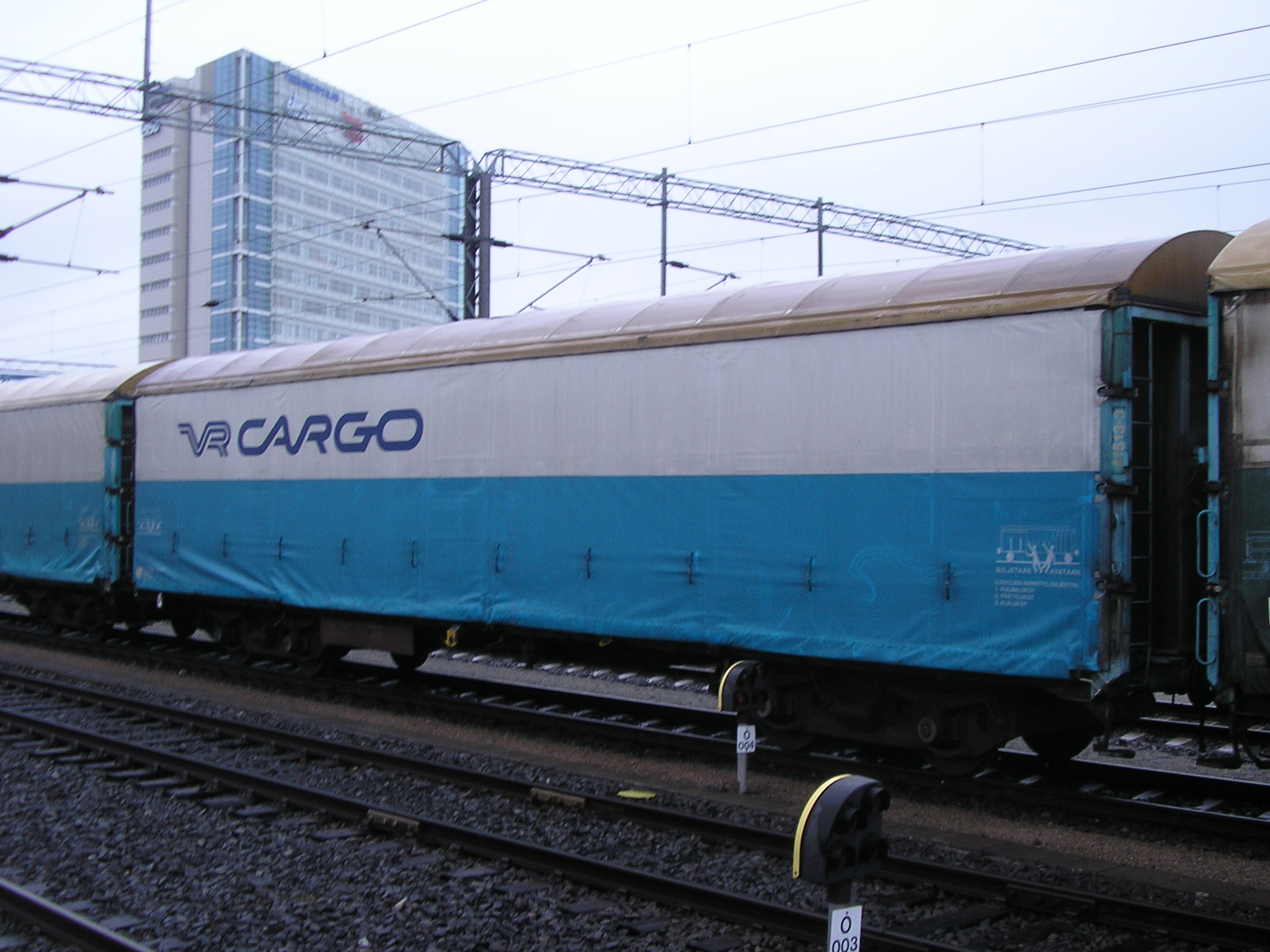
Wagons Hai à parois bachées.